# Горле (коммуна)
Горле (итал. Gorle) — коммуна в Италии, находится в регионе Ломбардия, подчиняется административному центру Бергамо.
Население составляет 5506 человек (2004), плотность населения составляет 2531 чел./км². Занимает площадь 2 км². Почтовый индекс — 24020. Телефонный код — 035.
В коммуне 8 сентября особо празднуется Рождество Пресвятой Богородицы.